# 高橋義夫
高橋 義夫（たかはし よしお、1945年10月26日 - ）は、日本の小説家。

## 略歴
千葉県船橋市出身。山形市在住。市川高等学校、早稲田大学文学部仏文学科卒業。息子の高橋文樹も小説家。
月刊誌『BOX』の編集者、広告会社の共同経営を経て、1977年『幻の明治維新 やさしき志士の群』で小説家デビュー、その後、明治もの小説、田舎暮らしに関する著書などを上梓、1987年『闇の葬列』で直木賞候補、1989年『秘宝月山丸』で同候補、1990年『北緯50度に消ゆ』で三度候補、1991年『風吹峠』で四度候補。
1992年『狼奉行』で第106回（1991年下半期）直木三十五賞を受賞。1997年から山形市にて「小説家（ライター）になろう講座」（現：山形小説家・ライター講座）を開講。
時代小説、歴史小説、経済小説などを書き、「御隠居忍法」「鬼悠市風信帳」「花輪大八」シリーズがある。

## 著書
- 『幻の明治維新 やさしき志士の群』創世記 1977
- 『世捨て志願 放浪者の処世術』櫂書房(Kai books)　1979
- 『怪商スネル』大正出版 1983 「幕末怪商伝」大陸文庫、時代小説文庫
- 『田舎暮らしの探求』草思社 1984
- 『田舎暮らしの幸福 七人の村長は語る』草思社 1986
- 『闇の葬列 広沢参議暗殺犯人捜査始末 悲しき密偵』講談社 1987 のち文庫
- 『ムラの家・ふるさと体験 月山の麓で暮らす』徳間文庫 1987
- 『黄塵日記』講談社 1988
- 『田舎暮らしへの招待 ムラの楽しみ・ふるさと気分』徳間文庫 1988
- 『田舎騒ぎムラ遊び』徳間文庫 1989
- 『秘宝月山丸』新潮社 1989 のち文春文庫
- 『武器商人』徳間書店、1989 のち文庫
- 『花影の刺客』大陸文庫 1989 のち時代小説文庫
- 『メリケンざむらい』講談社 1990 のち文庫
- 『北緯50度に消ゆ』新潮社（新潮ミステリー倶楽部）1990
- 『森にかくれる快楽』大陸書房 1991 「仙人の棲む森」コスミックインターナショナル
- 『吹きだまり陣屋』新人物往来社 1991 のち広済堂文庫
- 『風吹峠』文藝春秋 1991
- 『かくれんぼの森 ぼくの山海遊行記』創樹社 1992
- 『鄙風堂々 「地方」をおもしろく生きる』ダイヤモンド社 1992
- 『狼奉行』文藝春秋 1992 のち文庫
- 『森の奥の怪しい家』講談社 1992 のち文庫
- 『御聞番 会津藩・最後の隠密』講談社 1993 のち文庫
- 『私家版天保水滸伝』新人物往来社 1993
- 『五稜郭の兄弟』新人物往来社 1994 のち広済堂文庫、新人物文庫
- 『夕映えの剣 日本剣客列伝』講談社 1994 のちベスト時代文庫
- 『南海血風録』光文社 1995 のち文庫
- 『大江戸あぶれ者』文藝春秋 1995 のち学研M文庫
- 『知恵ある人は山奥に住む』集英社 1995 のち文庫
- 『五・七・五は悪の香り』PHP研究所（時代小説痛快シリーズ）1995
- 『意休ごろし 投げ節お小夜捕物控』中央公論社 1995 のち文庫
- 『十六夜小僧』徳間書店 1995 のち文庫
- 『夕焼け原っぱ』光風社出版 1995

- 御隠居忍法シリーズ

御隠居忍法 実業之日本社 1995 のち中公文庫
黄金谷秘録 続・御隠居忍法 実業之日本社 1997 「不老術」中公文庫
御隠居忍法 鬼切丸 実業之日本社 1999 のち中公文庫
御隠居忍法 唐船番 実業之日本社 2002 のち中公文庫
亡者の鐘 御隠居忍法 中央公論新社 2006 のち文庫
恨み半蔵 御隠居忍法 中央公論新社 2008
御隠居忍法 魔物 中央公論新社、2010　のち文庫　
振袖一揆　中央公論新社、2010　のち文庫　
『刺客百鬼 御隠居忍法』中央公論新社 2011　のち文庫　
『御隠居忍法しのぶ恋』中央公論新社 2012　のち文庫　
- 『泣き夜叉』講談社文庫 1996
- 『日本大変 三野村利左衛門伝』ダイヤモンド社 1997 のち集英社文庫
- 『渤海王の使者』集英社 1997 のち広済堂文庫
- 『風魔山嶽党』文藝春秋 1997 のち文庫
- 『浄瑠璃坂の仇討ち』文藝春秋 1998 のち文庫
- 『金融恐慌蔵相高橋是清の四十四日』ダイヤモンド社 1998 「高橋是清と井上準之助」学陽書房人物文庫
- 『楽をしたかったら地方都市に住みなさい』洋泉社 1998
- 『眠る鬼 孤剣竹林抄』文藝春秋 1999 のち文庫
- 『覚悟の経済政策 昭和恐慌蔵相井上準之助の闘い』ダイヤモンド社 1999
- 『剣仙伝奇』徳間書店 1999
- 『佐々木小次郎』集英社 1999 のち文庫
- 『出羽院内銀山仕置帳』祥伝社 1999
- 『高橋義夫集』リブリオ出版（げんだい時代小説）2000
- 『武闘の大地』文藝春秋 2001 のち文庫
- 『天保世なおし廻状』新潮社 2001 のち文春文庫
- 『決闘・閻魔ケ辻』徳間書店 2001
- 『明治耽奇会』文藝春秋 2002
- 『密命』毎日新聞社 2002 「海賊奉行」文春文庫
- 『鶴が舞う湊』廣済堂文庫 2003

- 鬼悠市風信帖シリーズ

かげろう飛脚 文藝春秋 2003 のち文庫
猿屋形 文藝春秋 2004 のち文庫
どくろ化粧 文藝春秋 2005 のち文庫
雪猫 文藝春秋 2006　のち文庫　
- 花輪大八湯守り日記シリーズ

湯けむり浄土  中央公論新社 2004 のち文庫
若草姫 中央公論新社 2005 のち文庫
艶福地獄 中公文庫 2009
- 『足軽目付犯科帳 近世酒田湊の事件簿』中公新書 2005
- 『元禄秘曲』文藝春秋 2009
- 「けんか茶屋お蓮」シリーズ

けんか茶屋お蓮 中公文庫 2013
あやかしの花　中公文庫 2013
深川おんな祭り 中公文庫 2013
江東美人競 中公文庫 2014
- 『沖縄の殿様 最後の米沢藩主・上杉茂憲の県令奮闘記』中公新書 2015
- 『保春院義姫 伊達政宗の母』中央公論新社 2015　のち文庫
- 『さむらい道　最上義光』中央公論新社 2017
- 『北の武士たち・狼奉行 傑作時代小説集』中公文庫 2018
- 『火付盗賊改　鬼と呼ばれた江戸の特別捜査官』中公新書、2019